# Montecorto
Montecorto és un municipi de la província de Màlaga a Andalusia. La seva extensió superficial és de 48,05 km² i el 2019 tenia 593 habitants. Forma part de la Serranía de Ronda.
Va ser una Entitat local autònoma dins el municipi de Ronda, fins que a l'octubre de 2014 es va constituir com a municipi.